# Rückgewinnungsmanagement
Das Kundenrückgewinnungsmanagement befasst sich mit der Reaktivierung von Kunden, die bei einem Unternehmen entweder einen Vertrag gekündigt haben oder aufgrund ihres Kauf- bzw. Nutzungsverhaltens als abgewandert klassifiziert werden können. Dabei ergeben sich zwei Ansatzpunkte:
- 1. das Kündigungsmanagement mit dem Ziel des Abwehrens beziehungsweise der Rücknahme von Kündigungen
- 2. das Revitalisierungsmanagement mit dem Ziel der Wiederaufnahme der abgebrochenen bzw. eingeschlafenen Geschäftsbeziehung.

Das Kundenrückgewinnungsmanagement wird nach Stauss/Friege (1999) in drei Stufen unterteilt:
- 1. Rückgewinnungs- und Abwanderungsanalyse (Bestimmung der abgewanderten Kunden, Identifikation des Kundenwertes u. a.)
- 2. Ableitung von Maßnahmen zur Rückgewinnung (Festlegung der Rückgewinnungskanäle und Rückgewinnungsangebote, z. B. Discounts bei Abonnements von Zeitschriften)
- 3. Controlling der Rückgewinnung (Identifikation der Rückgewinnungsquote und Effizienz der Maßnahmen).

Nach Anne M. Schüller (2007) wird der Prozess des Rückgewinnungsmanagements in fünf Schritten dargestellt:
- 1. Identifizierung der verlorenen beziehungsweise 'schlafenden' Kunden
- 2. Analyse der Verlustursachen
- 3. Planung und Umsetzung von Rückgewinnungsmaßnahmen
- 4. Erfolgskontrolle und Optimierung
- 5. Prävention beziehungsweise Aufbau einer ‚zweiten Loyalität’.

Pick / Krafft (2009) stellen eine theoretische fünfstufige Konzeption für das Rückgewinnungsmanagement vor. Die Autoren erweitern bisherige theoretische Konzepte und verknüpfen diese zu einem "konzeptionellen Rahmen des Rückgewinnungsmanagements", der sich wie folgt zusammenfassen lässt:
- 1. Definition direkter und indirekter Ziele
- 2. Abwanderungsanalyse insb. Identifikation der abgewanderten Kunden und deren Wert
- 3. Rückgewinnungsaktivitäten, die den Rückgewinnungsdialog, das spezifische Rückgewinnungsangebot und das Rückgewinnungstiming beinhalten
- 4. Rückgewinnungscontrolling, welches verschiedene Rückgewinnungskennzahlen bspw. die Erfolgsquote oder den Return on Regain Management umfasst
- 5. Nachgelagerte Aufgaben und Prozesse z. B. Wiedereingliederung der zurückgewonnenen Kunden